# Тварини Волинської області, занесені до Червоної книги України
Список тварин Волинської області, занесених до Червоної книги України.
Рижик Англійський

## Статистика
До списку входить 106 видів тварин, з них:
- Членистоногих — 36;
- Хордових — 70.

Серед них за природоохоронним статусом: 
- Вразливих — 42;
- Рідкісних — 31;
- Недостатньо відомих  — 3;
- Неоцінених — 6;
- Зникаючих — 23;
- Зниклих у природі — 1.

## Список видів
| № п/п | Українська назва виду                         | Латинська назва виду        | Природоохоронний статус | Тип          |
| ----- | --------------------------------------------- | --------------------------- | ----------------------- | ------------ |
| 1     | Бабка перев'язана                             | Sympetrum pedemontanum      | Вразливий               | Членистоногі |
| 2     | Баранець великий (дупель)                     | Gallinago media             | Зникаючий               | Хордові      |
| 3     | Бистрянка російська                           | Alburnoides rossicus        | Зникаючий               | Хордові      |
| 4     | Білозубка велика                              | Crocidura leucodon          | Недостатньо відомий     | Хордові      |
| 5     | Бражник мертва голова                         | Acherontia atropos          | Рідкісний               | Членистоногі |
| 6     | Бражник прозерпіна                            | Proserpinus proserpina      | Рідкісний               | Членистоногі |
| 7     | Ведмедиця велика                              | Pericallia matronula        | Вразливий               | Членистоногі |
| 8     | Ведмедиця-господиня                           | Callimorpha dominula        | Вразливий               | Членистоногі |
| 9     | Вечірниця руда                                | Nyctalus noctula            | Вразливий               | Хордові      |
| 10    | Видра річкова                                 | Lutra lutra                 | Неоцінений              | Хордові      |
| 11    | Вусач мускусний                               | Aromia moschata             | Вразливий               | Членистоногі |
| 12    | Вусач-червонокрил Келлера                     | Purpuricenus kaehleri       | Вразливий               | Членистоногі |
| 13    | Вухань звичайний                              | Plecotus auritus            | Вразливий               | Хордові      |
| 14    | Глушець (глухар)                              | Tetrao urogallus            | Зникаючий               | Хордові      |
| 15    | Гоголь                                        | Bucephala clangula          | Рідкісний               | Хордові      |
| 16    | Голуб-синяк                                   | Columba oenas               | Вразливий               | Хордові      |
| 17    | Гольян озерний                                | Eupallasella percnurus      | Зникаючий               | Хордові      |
| 18    | Горностай                                     | Mustela erminea             | Неоцінений              | Хордові      |
| 19    | Гуска мала (гуска білолоба мала)              | Anser erythropus            | Вразливий               | Хордові      |
| 20    | Джміль моховий                                | Bombus muscorum             | Рідкісний               | Членистоногі |
| 21    | Дозорець-імператор                            | Anax imperator              | Вразливий               | Членистоногі |
| 22    | Доліхомітус головастий                        | Dolichomitus cephalotes     | Рідкісний               | Членистоногі |
| 23    | Дятел білоспинний                             | Dendrocopos leucotos        | Рідкісний               | Хордові      |
| 24    | Ендроміс березовий                            | Endromis versicolora        | Вразливий               | Членистоногі |
| 25    | Жовна зелена (дятел зелений)                  | Picus viridis               | Вразливий               | Хордові      |
| 26    | Жовтюх торфовищний                            | Colias palaeno              | Зникаючий               | Членистоногі |
| 27    | Жук-олень, рогач звичайний                    | Lucanus cervus              | Рідкісний               | Членистоногі |
| 28    | Журавель сірий                                | Grus grus                   | Рідкісний               | Хордові      |
| 29    | Змієїд                                        | Circaetus gallicus          | Рідкісний               | Хордові      |
| 30    | Зубр                                          | Bison bonasus               | Зниклий в природі       | Хордові      |
| 31    | Кажан північний                               | Eptesicus nilssonii         | Рідкісний               | Хордові      |
| 32    | Кажан пізній                                  | Eptesicus serotinus         | Вразливий               | Хордові      |
| 33    | Казарка червоновола                           | Rufibrenta ruficollis       | Вразливий               | Хордові      |
| 34    | Каптурниця срібна                             | Cucullia argentea           | Рідкісний               | Членистоногі |
| 35    | Карась звичайний, карась золотий              | Carassius carassius         | Вразливий               | Хордові      |
| 36    | Кордулегастер кільчастий                      | Cordulegaster boltoni       | Вразливий               | Членистоногі |
| 37    | Кошеніль польська                             | Porphyropha polonica        | Недостатньо відомий     | Членистоногі |
| 38    | Красотіл пахучий                              | Calosoma sycophanta         | Вразливий               | Членистоногі |
| 39    | Красуня діва                                  | Calopteryx virgo            | Вразливий               | Членистоногі |
| 40    | Ксилокопа фіолетова (бджола-тесляр фіолетова) | Xylocopa violacea           | Рідкісний               | Членистоногі |
| 41    | Кулик-довгоніг (ходуличник)                   | Himantopus himantopus       | Вразливий               | Хордові      |
| 42    | Кулик-сорока                                  | Haematopus ostralegus       | Вразливий               | Хордові      |
| 43    | Кульон великий (кроншнеп великий)             | Numenius arquata            | Зникаючий               | Хордові      |
| 44    | Кульон середній (кроншнеп середній)           | Numenius phaeopus           | Зникаючий               | Хордові      |
| 45    | Кутора мала                                   | Neomys anomalus             | Рідкісний               | Хордові      |
| 46    | Лебідь малий                                  | Cygnus bewickii             | Рідкісний               | Хордові      |
| 47    | Левкоринія білолоба                           | Leucorrhinia albifrons      | Зникаючий               | Членистоногі |
| 48    | Лелека чорний                                 | Ciconia nigra               | Рідкісний               | Хордові      |
| 49    | Лилик двоколірний                             | Vespertilio murinus         | Вразливий               | Хордові      |
| 50    | Лунь лучний                                   | Circus pygargus             | Вразливий               | Хордові      |
| 51    | Лунь польовий                                 | Circus cyaneus              | Рідкісний               | Хордові      |
| 52    | Марена дніпровська                            | Barbus borysthenicus        | Зникаючий               | Хордові      |
| 53    | Махаон                                        | Papilio machaon             | Вразливий               | Членистоногі |
| 54    | Мегариса рогохвостова                         | Megarhyssa superba          | Рідкісний               | Членистоногі |
| 55    | Мишівка лісова                                | Sicista betulina            | Рідкісний               | Хордові      |
| 56    | Мишівка степова                               | Sicista subtilis            | Зникаючий               | Хордові      |
| 57    | Мідянка звичайна                              | Coronella austriaca         | Вразливий               | Хордові      |
| 58    | Мінога українська                             | Eudontomyzon mariae         | Зникаючий               | Хордові      |
| 59    | Мнемозина                                     | Parnassius mnemosyne        | Вразливий               | Членистоногі |
| 60    | Нерозень                                      | Anas strepera               | Рідкісний               | Хордові      |
| 61    | Нетопир звичайний                             | Pipistrellus pipistrellus   | Вразливий               | Хордові      |
| 62    | Нетопир Натузіуса                             | Pipistrellus nathusii       | Неоцінений              | Хордові      |
| 63    | Нетопир-карлик                                | Pipistrellus pygmaeus       | Неоцінений              | Хордові      |
| 64    | Нічниця водяна                                | Myotis daubentonii          | Вразливий               | Хордові      |
| 65    | Нічниця Наттерера                             | Myotis nattereri            | Вразливий               | Хордові      |
| 66    | Нічниця ставкова                              | Myotis dasycneme            | Зникаючий               | Хордові      |
| 67    | Норка європейська                             | Mustela lutreola            | Зникаючий               | Хордові      |
| 68    | Орлан-білохвіст                               | Haliaeetus albicilla        | Рідкісний               | Хордові      |
| 69    | Орябок                                        | Tetrastes bonasia           | Вразливий               | Хордові      |
| 70    | Офіогомфус Цецилія                            | Ophiogomphus cecilia        | Вразливий               | Членистоногі |
| 71    | Очеретянка прудка                             | Acrocephalus paludicola     | Зникаючий               | Хордові      |
| 72    | Пилкохвіст український                        | Poecilimon ukrainicus       | Вразливий               | Членистоногі |
| 73    | Підорлик малий                                | Aquila pomarina             | Рідкісний               | Хордові      |
| 74    | Пісочник великий (зуйок великий)              | Charadrius hiaticula        | Рідкісний               | Хордові      |
| 75    | Подалірій                                     | Iphiclides podalirius       | Вразливий               | Членистоногі |
| 76    | Пугач                                         | Bubo bubo                   | Рідкісний               | Хордові      |
| 77    | Райдужниця велика                             | Apatura iris                | Вразливий               | Членистоногі |
| 78    | Рись                                          | Lynx lynx                   | Рідкісний               | Хордові      |
| 79    | Ропуха очеретяна                              | Bufo calamita               | Вразливий               | Хордові      |
| 80    | Савка                                         | Oxyura leucocephala         | Зникаючий               | Хордові      |
| 81    | Сатир залізний                                | Hipparchia statilinus       | Рідкісний               | Членистоногі |
| 82    | Сатурнія руда                                 | Aglia tau                   | Вразливий               | Членистоногі |
| 83    | Сиворакша                                     | Coracias garrulus           | Зникаючий               | Хордові      |
| 84    | Синиця біла                                   | Parus cyanus                | Рідкісний               | Хордові      |
| 85    | Сичик-горобець                                | Glaucidium passerinum       | Вразливий               | Хордові      |
| 86    | Скопа                                         | Pandion haliaetus           | Зникаючий               | Хордові      |
| 87    | Сова болотяна                                 | Asio flammeus               | Рідкісний               | Хордові      |
| 88    | Сова бородата                                 | Strix nebulosa              | Рідкісний               | Хордові      |
| 89    | Сова довгохвоста                              | Strix uralensis             | Недостатньо відомий     | Хордові      |
| 90    | Соня садова                                   | Eliomys quercinus           | Зникаючий               | Хордові      |
| 91    | Сорокопуд сірий                               | Lanius excubitor            | Рідкісний               | Хордові      |
| 92    | Стафілін волохатий                            | Emus hirtus                 | Рідкісний               | Членистоногі |
| 93    | Стрічкарка блакитна                           | Catocala fraxini            | Вразливий               | Членистоногі |
| 94    | Стрічкарка орденська малинова                 | Catocala sponsa             | Рідкісний               | Членистоногі |
| 95    | Стрічкарка тополева                           | Limenitis populi            | Вразливий               | Членистоногі |
| 96    | Тетерук                                       | Lyrurus tetrix              | Зникаючий               | Хордові      |
| 97    | Тетрадонтофора блакитна                       | Tetradontophora bielanensis | Зникаючий               | Членистоногі |
| 98    | Турун Ештрайхера                              | Carabus estreicheri         | Вразливий               | Членистоногі |
| 99    | Тхір лісовий                                  | Mustela putorius            | Неоцінений              | Хордові      |
| 100   | Тхір степовий                                 | Mustela eversmanni          | Зникаючий               | Хордові      |
| 101   | Ховрах одеський                               | Spermophilus odessanus      | Неоцінений              | Хордові      |
| 102   | Чернь білоока                                 | Aythya nyroca               | Вразливий               | Хордові      |
| 103   | Широковух європейський                        | Barbastella barbastellus    | Зникаючий               | Хордові      |
| 104   | Шовкопряд кульбабовий                         | Lemonia taraxaci            | Вразливий               | Членистоногі |
| 105   | Шуліка рудий                                  | Milvus milvus               | Зникаючий               | Хордові      |
| 106   | Ялець звичайний                               | Leuciscus leuciscus         | Вразливий               | Хордові      |